# カーヴェーリパッティナム
カーヴェーリパッティナム（タミル語：காவேரிப்பட்டணம்、英語：Kaveripattinam）は、インドのタミル・ナードゥ州、クリシュナギリ県の都市。

## 人口
2001年の人口統計では、 カーヴェーリパッティナムの人口は14,417人。

## 地理
- カーヴェーリパッティナムは北緯12度25分 東経78度14分 / 北緯12.42度 東経78.23度の地点に存在[2]。
- バンガロールから100キロの地点に位置。